# Route du Sud 2006
La Route du Sud 2006, trentesima edizione della corsa, si svolse dal 15 al 18 giugno su un percorso di 560 km ripartiti in 4 tappe, con partenza da Narbonne e arrivo ad Ax 3 Domaines. Fu vinta dal francese Thomas Voeckler della Bouygues Télécom davanti ai suoi connazionali Pierrick Fédrigo e Julien Mazet.

## Tappe
| Tappa  | Data      | Percorso                                    | km    | Vincitore di tappa | Leader cl. generale |
| ------ | --------- | ------------------------------------------- | ----- | ------------------ | ------------------- |
| 1ª     | 15 giugno | Narbonne > Castres                          | 161,4 | Thomas Voeckler    | Thomas Voeckler     |
| 2ª     | 16 giugno | Pays Rabastinois > Saint-Gaudens            | 184,4 | Jean-Patrick Nazon | Thomas Voeckler     |
| 3ª     | 17 giugno | Izaourt > Port de Balès (cron. individuale) | 28,1  | Przemysław Niemiec | Thomas Voeckler     |
| 4ª     | 18 giugno | Muret > Ax 3 Domaines                       | 186,2 | Patrice Halgand    | Thomas Voeckler     |
| Totale | Totale    | Totale                                      | 560   |                    |                     |

## Dettagli delle tappe

### 1ª tappa
- 15 giugno: Narbonne > Castres – 161,4 km

| Pos. | Corridore           | Squadra         | Tempo    |
| ---- | ------------------- | --------------- | -------- |
| 1    | Thomas Voeckler     | Bouygues        | 3h39'43" |
| 2    | Julien Mazet        | Auber '93       | a 6"     |
| 3    | Christophe Le Mével | Crédit Agricole | a 2'14"  |

| Pos. | Corridore           | Squadra         | Tempo    |
| ---- | ------------------- | --------------- | -------- |
| 1    | Thomas Voeckler     | Bouygues        | 3h39'33" |
| 2    | Julien Mazet        | Auber '93       | a 10"    |
| 3    | Christophe Le Mével | Crédit Agricole | a 2'20"  |

### 2ª tappa
- 16 giugno: Pays Rabastinois > Saint-Gaudens – 184,4 km

| Pos. | Corridore          | Squadra   | Tempo    |
| ---- | ------------------ | --------- | -------- |
| 1    | Jean-Patrick Nazon | AG2R      | 4h22'27" |
| 2    | Thomas Voeckler    | Bouygues  | s.t.     |
| 3    | Saïd Haddou        | Auber '93 | s.t.     |

| Pos. | Corridore           | Squadra         | Tempo    |
| ---- | ------------------- | --------------- | -------- |
| 1    | Thomas Voeckler     | Bouygues        | 8h01'54" |
| 2    | Julien Mazet        | Auber '93       | a 16"    |
| 3    | Christophe Le Mével | Crédit Agricole | a 2'26"  |

### 3ª tappa
- 17 giugno: Izaourt > Port de Balès (cron. individuale) – 28,1 km

| Pos. | Corridore           | Squadra | Tempo    |
| ---- | ------------------- | ------- | -------- |
| 1    | Przemysław Niemiec  | Miche   | 1h00'33" |
| 2    | Sandy Casar         | FDJ     | a 30"    |
| 3    | Gustav Erik Larsson | FDJ     | a 45"    |

| Pos. | Corridore        | Squadra   | Tempo    |
| ---- | ---------------- | --------- | -------- |
| 1    | Thomas Voeckler  | Bouygues  | 9h04'14" |
| 2    | Julien Mazet     | Auber '93 | a 37"    |
| 3    | Pierrick Fédrigo | Bouygues  | a 2'26"  |

### 4ª tappa
- 18 giugno: Muret > Ax 3 Domaines – 186,2 km

| Pos. | Corridore          | Squadra         | Tempo    |
| ---- | ------------------ | --------------- | -------- |
| 1    | Patrice Halgand    | Crédit Agricole | 5h14'03" |
| 2    | Pierrick Fédrigo   | Bouygues        | a 46"    |
| 3    | Przemysław Niemiec | Miche           | s.t.     |

| Pos. | Corridore        | Squadra   | Tempo     |
| ---- | ---------------- | --------- | --------- |
| 1    | Thomas Voeckler  | Bouygues  | 14h19'51" |
| 2    | Pierrick Fédrigo | Bouygues  | a 1'32"   |
| 3    | Julien Mazet     | Auber '93 | a 1'47"   |

## Classifiche finali

### Classifica generale
| Pos. | Corridore          | Squadra          | Tempo     |
| ---- | ------------------ | ---------------- | --------- |
| 1    | Thomas Voeckler    | Bouygues Télécom | 14h19'51" |
| 2    | Pierrick Fédrigo   | Bouygues Télécom | a 1'32"   |
| 3    | Julien Mazet       | Auber '93        | a 1'47"   |
| 4    | Przemysław Niemiec | Miche            | a 2'19"   |
| 5    | Sandy Casar        | FDJ              | a 2'58"   |
| 6    | Hubert Dupont      | Ag2r Prévoyance  | a 3'12"   |
| 7    | Patrice Halgand    | Crédit Agricole  | a 3'20"   |
| 8    | Stéphane Goubert   | Ag2r Prévoyance  | a 3'36"   |
| 9    | Samuel Plouhinec   | Agritubel        | a 5'52"   |
| 10   | Nicolas Vogondy    | Crédit Agricole  | a 6'15"   |